# José Luis Capón
Pour les articles homonymes, voir Capon.
José Luis Capón González dit Capón (né le 6 février 1948 à Madrid et mort le 29 mars 2020 dans la même ville) est un footballeur international espagnol. 
Il joue pour l'Atlético de Madrid entre 1970 et 1980, remportant le Championnat d'Espagne en 1973 et 1977, la Coupe d'Espagne en 1976 et la Coupe intercontinentale en 1974. Il est aussi finaliste de la Coupe des clubs champions européens 1974. 
Il meurt des suites du Covid 19 le 29 mars 2020. 

## Buts internationaux
|  | Date            | Lieu                       | Adversaire | But  | Score | Compétition                              |
|  | --------------- | -------------------------- | ---------- | ---- | ----- | ---------------------------------------- |
|  | 12 octobre 1975 | Sarrià, Barcelone, Espagne | Danemark   | 2 –0 | 2-0   | Qualifications Championnat d'Europe 1976 |

## Palmarès
Atletico Madrid
- Vainqueur de la Coupe intercontinentale en 1974
- Champion d'Espagne en 1973 et en 1977 (vice-champion en 1974)
- Vainqueur de la Coupe d'Espagne en 1976
- Finaliste de la Coupe des clubs champions européens en 1974.